# Objectif Lotus
Pour plus de détails, voir Fiche technique et Distribution.
Objectif Lotus (titre original : One of Our Dinosaurs Is Missing) est un film d'aventures américo-britannique réalisé par Robert Stevenson sorti en 1975.
Le film suit Lord Southmere, un agent secret britannique, qui vole un microfilm qui contient le secret du mystérieux Lotus X. Il est poursuivi par Hnup Wan, le chef des services secrets de l'Empire Céleste. Enlevé par les Chinois, l'Anglais parvient à cacher le microfilm dans le squelette d'un diplodocus du Musée d'histoire naturelle de Londres.

## Synopsis
Le film commence par un Lord Edward Southmere très vieilli qui raconte au spectateur une histoire qui lui arriva dans sa jeunesse. S'évadant de justesse de Chine avec un microfilm contenant la formule du mystérieux Lotus X, Lord Edward Southmere est poursuivi par un groupe d’espions chinois, auxquels il parvient à s'échapper à Londres. Là-bas, après s'être soustrait à un enlèvement dans un taxi, il se rend au Musée d’histoire naturelle et cache le microfilm dans les os d'un des grands squelettes de dinosaures exposés. Il est ensuite soulagé de rencontrer son ancienne nounou, Hettie, au musée et lui demande de récupérer le microfilm. Plus tard, Southmere s’évanouit et est capturé par les Chinois, qui disent à Hettie et Emily qu’ils vont l’emmener chez un médecin pour le faire soigner.
Pendant ce temps, Hettie et Emily recrutent d’autres nounous pour les aider à chercher le microfilm et se cachent dans l’exposition de baleines bleues jusqu’après l’heure de fermeture, puis commencent à inspecter le squelette d’un Brontosaurus. Le groupe échoue dans ses investigations et la plupart d’entre elles doivent rentrer pour s’occuper de leurs enfants mais Hettie, Emily et leur amie Susan restent pour continuer les recherches. Elles sont alors capturées par les espions chinois qui les emmènent dans leur base secrète, sous un restaurant chinois à Soho. Les nounous sont enfermées dans le donjon avec Lord Southmere. Elles parviennent à déjouer leurs ravisseurs et s’échappent.
De leur côté, les espions, qui savent ce qu'ils doivent chercher, ont décidé de voler entièrement le dinosaure, afin qu’ils puissent le fouiller correctement. Cette nuit-là, ils se frayent un chemin dans le musée mais les trois nounous les suivent sur une moto et un side-car. Après que les Chinois ont chargé le squelette de Brontosaurus à l’arrière de leur camion à vapeur, les nounous volent le véhicule. S'ensuit une course poursuite, où les espions se lancent à travers les rues brumeuses mais les nounous se rendent dans une gare de triage et atterrissent sur un wagon plat à l’arrière d’un train, qui les emmène en lieu sûr.
Alors que les nounous ne parviennent pas à trouver le microfilm sur le squelette, les deux jeunes garçons dont s'occupe Hettie, Lord Castlebury et son frère cadet, Truscott, viennent d'être capturés par les espions chinois. Ils sont emmenés au musée et l’espion en chef récupère le microfilm de l’autre grand dinosaure, un squelette de Diplodocus. Les deux garçons sont alors autorisés à rentrer chez eux et annoncent la nouvelle à Hettie. Réalisant que Lord Southmere est maintenant en danger, Hettie organise un sauvetage. Hettie et son équipe de nounous envahissent la base du restaurant chinois et se battent avec les espions désemparés par cet assaut. Pendant ce temps, Emily et Susan reviennent avec le squelette du Brontosaurus et les nounous remportent la victoire. 
Le film revient sur un Lord Edward Southmere vieilli qui révèle alors au public le secret du mystérieux Lotus X. Hnup Wan apparait alors, lui aussi vieilli, et il s’avère que le Lotus X n'est en fait qu'une recette de soupe Wonton. Southmere informe ensuite qu'ils se sont tous les deux associés pour vendre cette recette en boite de conserve et le film se termine ainsi.

## Fiche technique
- Titre original : One of Our Dinosaurs Is Missing
- Titre français : Objectif Lotus
- Réalisation : Robert Stevenson, assisté de Terry Clegg et Dickie Bamber,  Anthony Squire (seconde équipe), assisté d'Andy Armstrong
- Scénario : Bill Walsh d'après le roman The Great Dinosaur Robbery de David Forrest
- Continuité : Tilly Day, Georgina Hamilton
- Photographie : Paul Beeson,  H.A.R. Thomson (seconde équipe)
- Direction artistique  : Michael Stringer , assisté de George Richardson
- Costumes: Anthony Mendleson
- Décors : Hugh Scaife
- Maquillages : Betty Glasow (coiffure) et Freddie Williamson
- Effets visuels : Cliff Culey et John Stears
- Son : Ken Barker, Danny Daniel, 
  - réenregistrement : Graham V. Hardstone, Otto Snel
- Montage : Peter Boita (image) ; Peter Best (son)
- Caméra : Godfrey Godar, Walter Byatt
- Musique : Ron Goodwin
- Production : Bill Walsh, Eric Rattray, Hugh Attwooll (associé), Christopher Newman (assistant)
- Casting :  Maude Spector
- Responsable des lieux : John Southwood
- Responsable des constructions : Gus Walker
- Cascade : Bob Anderson
- Société de production : Walt Disney Productions
- Société de distribution :  Buena Vista Distribution Company
- Pays de production :  États-Unis,  Royaume-Uni
- Langue : Anglais
- Genre : Aventure, Comédie
- Format : Couleurs (Technicolor) - 35 mm - 1,75:1 - Son mono (RCA Photophone Sound Recording)
- Durée : 100 min
- Dates de sortie : États-Unis : 9 juillet 1975

Sauf mention contraire, les informations proviennent des sources suivantes : Leonard Maltin, Mark Arnold et IMDb

## Distribution
Sauf mention contraire, les informations proviennent des sources suivantes : Leonard Maltin, Mark Arnold et IMDb
- Peter Ustinov (VF : Philippe Dumat) : Hnup Wan
- Helen Hayes (VF : Mony Dalmès) : Hettie
- Clive Revill (VF : Gérard Hernandez) : Quoin
- Derek Nimmo (VF : Michel Bedetti) : Lord Southmere
- Joan Sims (VF : Renée Régnard) : Emily
- Bernard Bresslaw : Fan Choy
- Natasha Pyne : Susan
- Roy Kinnear : Superintendant Grubbs
- Joss Ackland (VF : Gérard Hernandez) : B.J. Spence
- Deryck Guyler : Harris
- Richard Pearson (VF : Jacques Ferrière) : Sir Geoffrey Wilkins
- Jon Pertwee : Colonel
- Amanda Barrie : Mrs. B.J. Spence
- John Laurie : Jock
- Max Wall : Juggler
- Hugh Burden : Haines
- Arthur Howard (VF : René Bériard) : Thumley
- Joan Hickson : Mrs. Gibbons
- Wensley Pithey (VF : René Bériard) : Bromley
- Anthony Sharp (VF : Jean Berger) : Ministre de l'Intérieur
- Frank Williams (VF : Daniel Brémont) : Dr. Freemo
- Michael Elwyn : Haycock
- Percy Herbert : Mr. Gibbons
- Angus Lennie : Hamish
- Jane Lapotaire (VF : Marcelle Lajeunesse) : Miss Prescott
- Peter Madden : Sanders
- Kathleen Byron : femme du Colonel
- Aimee Delamin :  Millicent
- Lucy Griffiths : Amelia
- Leonard Trolley : Inspecteur Eppers
- Erik Chitty : garde du musée
- Molly Weir : Scots Nanny
- John Bardon : bookmaker
- Andrew Dove : Lord Castleberry
- Max Harris : Truscott
- Joe Ritchie : Cabbie
- Monique Kaufman : petite fille
- Arthur Hewlett : vieil homme
- Frederick Jaeger : homme
- Patsy Smart : vieille femme
- Robert Stevenson

## Sorties cinéma
Sauf mention contraire, les informations suivantes sont issues de l'Internet Movie Database.
- États-Unis : 9 juillet 1975
- Brésil : 1977
- Uruguay : 7 décembre 1977 (Montevideo)

## Production
Le film a été tourné au Pinewood Studios et aux EMI Studios à Londres. La musique a été enregistrée au Anvil Studios.  Il s'agit de l'avant-dernier film de Robert Stevenson. Réalisateur attitré des studios Disney de la fin des années 1950 au milieu des années 1970, nombre de ses films ont été nommés aux Oscars : Mary Poppins, Monte là-d'ssus, Après lui, le déluge, L'Espion aux pattes de velours, Un amour de Coccinelle, Fidèle Vagabond, L'Apprentie sorcière, Le Nouvel Amour de Coccinelle et L'Île sur le toit du monde.
Plusieurs des acteurs ont joué dans la série de comédies britanniques Carry On comme Joan Sims, Jon Pertwee, Amanda Barrie, Joan Hickson et Bernard Bresslaw
Dans le film, le restaurant chinois est baptisé  The Reluctant Dragon une forme d'hommage — incongrue pour Mark Arnold— au film Le Dragon récalcitrant (1941).
Le film a eu un succès plus important en Europe qu'aux États-Unis, probablement en raison de sa distribution.
Le film n'est pas sorti en DVD en Zone 1 (Amérique du Nord), mais est disponible en Zone 2 (Europe).

## Analyse du film
Pour Mark Arnold, ce film est assez fou même pour les standards Disney, et malgré la présence des acteurs vétérans du studio Helen Hayes et Peter Ustinov, le film possède une ambiance et un style différents des productions Disney de l'époque, principalement en raison de son casting et de son équipe technique britanniques,  ainsi que de ses lieux de tournage. . Pour Arnold, cela donne un côté potache qui rappelle les films Carry On, très populaires au Royaume-Uni.  L'absence de distribution en DVD en Amérique du Nord serait, selon Arnold, liée  aux stéréotypes asiatiques véhiculés par des acteurs britanniques blancs. Peter Ustinov joue un personnage chinois avec une série de grognements et de gémissements, qui offenseraient la sensibilité des personnes du XXIe siècle. Arnold indique que Leonard Maltin qualifie le film de « navet », mais pour lui, il n'est ni meilleur ni pire que les autres productions Disney de l'époque.